# خشخاش رمادي
الخشخاش الرمادي (باللاتينية: Papaver glaucum) هو نوع نباتي ينتمي إلى جنس الخشخاش من الفصيلة الخشخاشية.

## الموئل والانتشار
ينتشر في فلسطين والمشرق العربي.